# Italienisch-Äthiopischer Freundschaftsvertrag
Der Italienisch-Äthiopische Freundschaftsvertrag wurde am 2. August 1928 zwischen dem Königreich Italien unter Mussolini und dem Kaiserreich Äthiopien unter der Kaiserin Zauditu für einen Zeitraum von 20 Jahren abgeschlossen. Er sah unter anderem eine Freihafenzone in Assab am Roten Meer für Äthiopien und für Italien den Bau einer Straße von Assab nach Dese vor. Beide Parteien verpflichteten sich zur wirtschaftlichen Zusammenarbeit und zur friedlichen Klärung von Differenzen vor dem Völkerbund. Tatsächlich wollte Italien mit dem Vertrag die wirtschaftliche Vormacht in Äthiopien und einen potentiellen militärischen Einfallsweg erhalten, ohne Entscheidungen des Völkerbundes akzeptieren zu wollen und sah damit Äthiopien als seine singuläre Einflusssphäre an. Äthiopien wollte die vertragliche Absicherung seiner Grenzen ohne den Bau der Einfallsstraße. Die unausgesprochenen Gegensätze führten zu Misstrauen und Frustration.
Mussolini begann mit Kriegsvorbereitungen und nach dem Grenz-Zwischenfall von Wal-Wal 1934 griff Italien am 3. Oktober 1935 im Abessinienkrieg Äthiopien an.